# 美少女戦士セーラームーン ゲームミュージック
『美少女戦士セーラームーン ゲームミュージック 』（びしょうじょせんしセーラームーン ゲームミュージック）は、スーパーファミコン版『美少女戦士セーラームーン スーパーファミコン版』のサウンドトラック。1993年10月21日に日本コロムビアより発売された。

## 概要
ゲームミュージックのBGMが収録されている。全18曲のうちは有澤孝紀が作曲・編曲を担当。

## 曲目リスト
1. 湾岸高速 [2:58]
2. プリティ・ソルジャーズ [2:41]
3. セーラー戦士! メイクアップ!! [3:27]
4. 十番商店街 [3:28]
5. 時空異次元 [2:30]
6. ドリーム・ランド [2:48]
7. お菓子の家 [2:53]
8. 秘密工場 [3:01]
9. シルバー・ミレニアム [3:00]
10. 北極圏 Dポイント [3:14]
11. ダーク・キングダム [2:09]
12. ステージボス [3:31]
13. エンディミオン [2:50]
14. クイン・ベリル [3:32]
15. 巨大クイン・ベリル [2:00]
16. クイン・セレニティ [4:11]
17. マスク・ザ・タキシード [2:46]
18. 未来へ [3:08]